# Đorđe Kadijević
Đorđe Kadijević (en serbe : Ђорђе Кадијевић), né le 6 janvier 1933 à Šibenik (alors au royaume de Yougoslavie, désormais en Croatie), est un réalisateur, scénariste et critique d'art serbe.

## Biographie
Kadijević est surtout connu pour ses films d'horreur et la série télévisée historique Vuk Karadžić (sr), qui, sur proposition de l'écrivain Umberto Eco, a remporté le grand prix européen du Festival international du film de Rome et figure au patrimoine culturel immatériel de l'Europe de l'UNESCO.
Il a été décoré de l'ordre de Sretenje (sr) (en serbe Сретењски орден) pour mérites particuliers par un décret du président de la république de Serbie.
Il a réalisé le premier film d'horreur serbe, Leptirica, en 1973.

## Filmographie

### Réalisateur au cinéma
- 1967 : Praznik (sr) (Празник)
- 1968 : Pohod (sr) (Поход)
- 1969 : Darovi moje rodjake Marije (sr) (Дарови моје рођаке Марије)
- 1970 : Zarki (sr) (Жарки)
- 1972 : Pukovnikovica (sr) (Пуковниковица)
- 1973 : Leptirica (Лептирица)
- 1974 : Devičanska svirka (sr) (Девичанска свирка)
- 1976 : Marija (sr) (Марија)
- 1976 : Beogradska deca (sr) (Београдска деца)
- 1976 : Aranđelov udes (sr) (Аранђелов удес)
- 1981 : Covek koji je pojeo vuka (sr) (Човек који је појео вука)
- 1981 : Živo meso (sr) (Живо месо)
- 1983 : Karadjordjeva smrt (sr) (Карађорђева смрт)
- 1990 : Sveto mesto (Свето место)
- 1993 : Napadač (sr) (Нападач)

### Réalisateur à la télévision
- Vuk Karadžić (sr) (Вук Карџић) (1987—1988)
- Poslednja audijencija (sr) (Последња аудијенција) (2008)